# Manuripia bifida
Manuripia bifida är en svampart som beskrevs av Singer 1960. Manuripia bifida ingår i släktet Manuripia och familjen Marasmiaceae.   Inga underarter finns listade i Catalogue of Life.